# Karl Panzenbeck

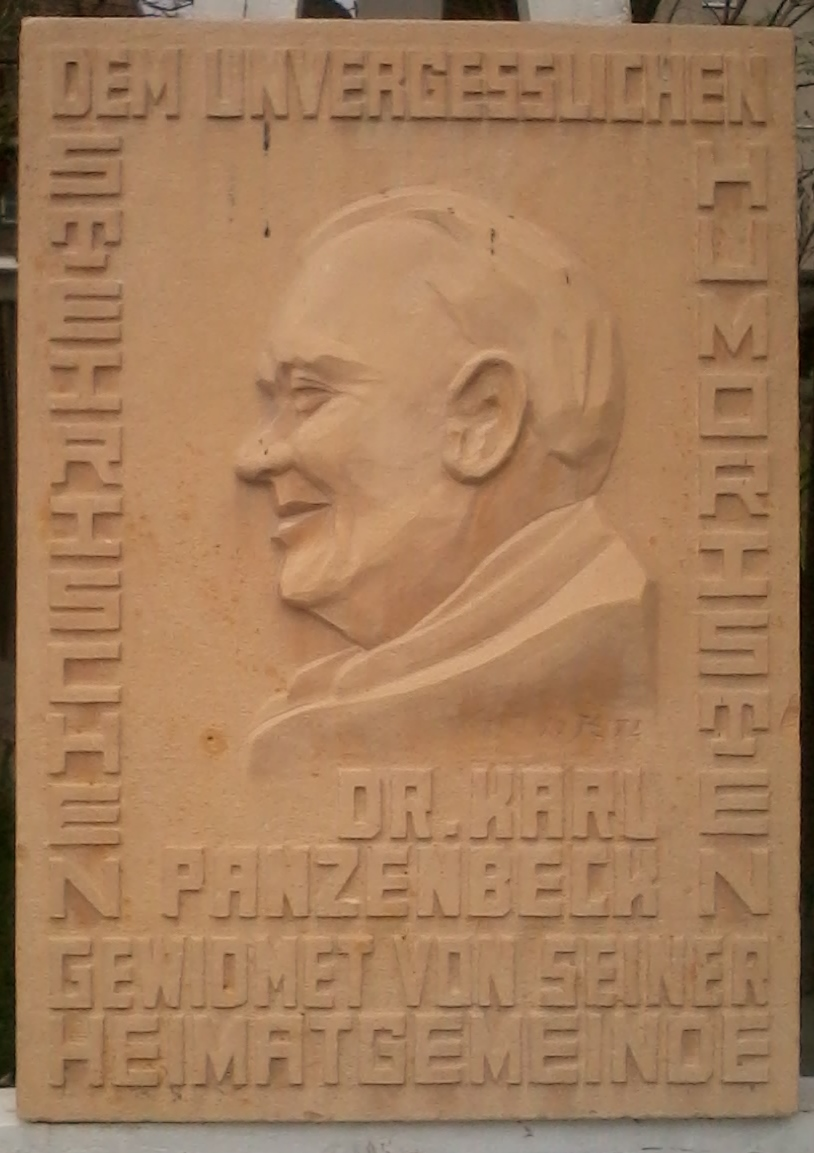
Denkmal für Karl Panzenbeck in Langenwang, errichtet 2014

Karl Panzenbeck (* 23. Januar 1899 in Langenwang; † 13. April 1967 in Graz) war ein österreichischer humoristischer Autor und Vortragskünstler. 
Panzenbeck absolvierte die Lehrerbildungsanstalt in Graz und war als Hauptschullehrer und -direktor tätig. Später studierte er Germanistik und Philosophie an der Universität Graz und promovierte 1930 zum Dr. phil. Bekannt wurde er vor allem durch die Rundfunksendungen „Lustiges Durcheinander“ und „Waglbacher Frühschoppen“. Auch Bücher und Schallplatten veröffentlichte der Steirer sowie Dramatik. Als Autor debütierte Panzenbeck mit Das viereckerte Dreieck (1937). Viele seiner humoristischen Geschichten und Szenen spielen im imaginären steirischen Bergdorf Waglbach.
Ihm zu Ehren wird der „Dr. Karl Panzenbeck-Gedächtnispreis“ an volkstümliche Autoren verliehen.

## Bibliografie
- Das viereckerte Dreieck und mehr so lustige Gschichten zum Lesen u. Vortragen (1938)
- Der Rinnhofer, der Doktor, die Mitzi und ich ... (1940)
- Der Bär und mehr so Viechereien (1948)
- Die Geburtstagstorte (1956)
- Naturgeschichte nichtgenügend (1962)
- Immer nur freundschaftlich (1964)
- Bevor ich nach Waglbach kam (1970)
- Bei uns in Waglbach (1970)
- Waglbacher Frühschoppen (1972)
- Waglbacher Stammtisch (1974)